# HD 32781
HD 32781，又名BD+76 190，SAO 5464、HR 1650，是一颗恒星，视星等为6.37，位于銀經136.14，銀緯20.98，其B1900.0坐标为赤經5h 0m 30.1s，赤緯+76° 20.98′ 48″。